# Politique linguistique
 (mars 2024).
La mise en forme du texte ne suit pas les recommandations de Wikipédia : il faut le « wikifier ».
Les points d'amélioration suivants sont les cas les plus fréquents. Le détail des points à revoir est peut-être précisé sur la page de discussion.
- Les titres sont pré-formatés par le logiciel. Ils ne sont ni en capitales, ni en gras.
- Le texte ne doit pas être écrit en capitales (les noms de famille non plus), ni en gras, ni en italique, ni en « petit »…
- Le gras n'est utilisé que pour surligner le titre de l'article dans l'introduction, une seule fois.
- L'italique est rarement utilisé : mots en langue étrangère, titres d'œuvres, noms de bateaux, etc.
- Les citations ne sont pas en italique mais en corps de texte normal. Elles sont entourées par des guillemets français : « et ».
- Les listes à puces sont à éviter, des paragraphes rédigés étant largement préférés. Les tableaux sont à réserver à la présentation de données structurées (résultats, etc.).
- Les appels de note de bas de page (petits chiffres en exposant, introduits par l'outil «  Source ») sont à placer entre la fin de phrase et le point final[comme ça].
- Les liens internes (vers d'autres articles de Wikipédia) sont à choisir avec parcimonie. Créez des liens vers des articles approfondissant le sujet. Les termes génériques sans rapport avec le sujet sont à éviter, ainsi que les répétitions de liens vers un même terme.
- Les liens externes sont à placer uniquement dans une section « Liens externes », à la fin de l'article. Ces liens sont à choisir avec parcimonie suivant les règles définies. Si un lien sert de source à l'article, son insertion dans le texte est à faire par les notes de bas de page.
- La présentation des références doit suivre les conventions bibliographiques. Il est recommandé d'utiliser les modèles {{Ouvrage}}, {{Chapitre}}, {{Article}}, {{Lien web}} et/ou {{Bibliographie}}. Le mode d'édition visuel peut mettre en forme automatiquement les références.
- Insérer une infobox (cadre d'informations à droite) n'est pas obligatoire pour parachever la mise en page.

Pour une aide détaillée, merci de consulter Aide:Wikification.
Si vous pensez que ces points ont été résolus, vous pouvez retirer ce bandeau et améliorer la mise en forme d'un autre article.
 (mai 2020).
Si vous disposez d'ouvrages ou d'articles de référence ou si vous connaissez des sites web de qualité traitant du thème abordé ici, merci de compléter l'article en donnant les références utiles à sa vérifiabilité et en les liant à la section « Notes et références ».
 (mai 2020).
- Si vous ne connaissez pas le sujet, laissez ce bandeau (vous pouvez alors contacter les auteurs).
- Si vous supprimez le contenu mis en cause (vous pouvez préalablement contacter les auteurs),

argumentez précisément cette suppression dans la page de discussion
(un manque de référence n'est pas un argument ; une recherche réelle de référence doit avoir été effectuée, être formellement documentée).
Une politique linguistique, aménagement linguistique ou planification linguistique, est une politique conduite par un État ou une organisation internationale, à propos d'une ou plusieurs langues parlées sur son territoire,, pour modifier trois composantes de leur évolution : leur statut : langue officielle ou non; leur corpus ou code : standardisation de la langue ; leur acquisition, notamment à l'école.
La politique linguistique est un domaine interdisciplinaire, qui fait partie pour certains de la sociolinguistique, pour d’autres de la linguistique appliquée. En tant que domaine, la politique linguistique était connue sous le nom de planification linguistique et est liée à d'autres domaines tels que l'idéologie linguistique, la revitalisation des langues, l'enseignement des langues, entre autres.
Aménager le statut relatif des langues peut s'opérer explicitement ou implicitement. C'est par exemple attribuer des fonctions particulières à une langue donnée, par exemple en la déclarant langue officielle ou en en faisant la langue unique de l'administration et de la justice, ou bien au contraire, en lui enlevant ces rôles. L'emploi de la signalisation routière bilingue est sans doute le principal instrument symbolique de perception et d'institutionnalisation de la réalité bilingue d'un territoire. Les organisations internationales reconnaissent un nombre limité de langues de travail, six pour l'ONU.
Planifier le corpus d'une langue, c'est par exemple adopter un système d'écriture, en fixant le vocabulaire par l'établissement de lexiques ou de dictionnaires, en arrêtant des règles grammaticales et orthographiques, en favorisant ou non la création terminologique pour limiter ou non les emprunts aux langues étrangères, etc. Des institutions ont été établies dans beaucoup de pays pour définir les normes linguistiques, comme l'Académie française dès 1635 ou la Real Academia Española (1713). C'est encore consister à modifier le nom d'une langue, en le calquant sur le nom de la région ou de l'État que l'on veut distinguer (Moldavie, etc.) ou sur des références historiques, culturelles et linguistiques différentes (Hindi/Ourdou, Malais/Indonésien, Bosnien/Croate/Monténégrin/Serbe). Dans l'ex-URSS les noms de beaucoup de langues minoritaires avaient été changés (Toungouses = Evenki, Zyrianes = Komi…).
Planifier l'acquisition des langues, c'est décider de la place relative dans le système d'enseignement  des langues nationales, de communication internationale, régionales et de l'immigration : obligation d'apprentissage d'une ou plusieurs langues; politiques de promotion, de soutien, de limitation ou même parfois d'éradication de langues minoritaires.
Dans certains cas, il y a modification du statut, du corpus et de l'acquisition, quand par exemple une langue nouvelle est créée à partir d'une autre langue. C'est le cas de l'hébreu moderne en Israël à partir de l'hébreu ancien ou de l'indonésien à partir du malais.

## Politique linguistique: entre laisser-faire et interventionnisme
Tous les États ont une politique linguistique, déclarée ou non. Si la guerre est la continuation de la politique par d'autres moyens, la politique linguistique est à l'inverse une forme civile de la guerre des langues. Il y a plusieurs manières implicites ou cachées d'opérer quand les gouvernements ne déclarent pas de politique linguistique officielle, comme c'est le cas aux États-Unis. La langue majoritaire est de fait favorisée : c'est celle de l'État et de son administration, de l'enseignement, des médias, du commerce, etc. Compte tenu de l'hégémonie de ces langues dominantes dans un ou plusieurs pays, les locuteurs des langues minoritaires sont obligés ou incités fortement à apprendre ces langues dominantes pour survivre et s'intégrer, et ceci aux dépens de leurs langues maternelles qui sont généralement de plus en plus minorisées et pour beaucoup peuvent aller jusqu'à disparaître.
Les politiques d'assimilation linguistique ou plus modérément d'accès à la maîtrise linguistique sont justifiées par la volonté de promouvoir la culture nationale dont la langue officielle est le véhicule privilégié, de favoriser la convergence culturelle, la délibération démocratique et l'accès égal aux opportunités qui facilitent l'acceptation de l'Etat social redistributif moderne,
Si l'existence de minorités linguistiques dans leur juridiction a souvent été considérée comme une menace potentielle pour la cohésion interne, les États comprennent également que l'octroi de droits linguistiques aux minorités peut être plus dans leur intérêt à long terme, en tant que moyen d'obtenir la confiance des citoyens dans le gouvernement central.
Les politiques linguistiques prennent une importance particulière dans les États multilingues, qui sont très majoritaires. Ilssont parfois amenés à légiférer jusque dans les détails. C'est notamment le cas en Belgique pour le néerlandais et le français. C'est aussi un sujet délicat dans nombre de pays, dont la France, face à l'hégémonie grandissante de l'anglais.

## Politiques de défense des langues nationales
Les politiques linguistiques prônent souvent la protection d'une ou de plusieurs langues. Ainsi, on est parfois proche du "protectionnisme linguistique" pour certaines mesures qui, en France, tendent à juguler la domination de l'anglais dans l'Hexagone (quota de chansons francophones de 40 % à la radio, loi Toubon…) ou au Québec avec la Charte de la langue française au Québec. Ces lois peuvent être ou non appliquées selon la volonté politique des gouvernements.

## Politiques vis-à-vis des langues minoritaires
L'existence d'environ 200 États reconnus, -voir Liste des États du monde par continent-, et de 7 000 langues dans le monde indique que cette question se pose dans la grande majorité des États. La Liste des langues officielles, au nombre de 140 environ, indique l'importance numérique des langues minoritaires. Le degré de répression ou de protection des langues minoritaires dans un pays peut être très variable selon les époques, les pays et les gouvernements.
- Assimilation forcée par l'interdiction de langues minoritaires à l'école ou dans l'administration et les lieux publics (certains pays d'Amérique latine jusqu'au XXe siècle, Turquie une partie du XXe siècle), pouvant aller parfois jusqu'au linguicide, voire à l'ethnocide (une grande partie des langues amérindiennes aux États-Unis).
- Monopole dans l'enseignement et l'administration de la langue nationale : France, notamment au XIXe siècle et au début du XXe.
- Enseignement minoritaire des langues régionales. Ainsi en France, surtout à partir des années 1980.
- Autonomie régionale forte et bilinguisme scolaire généralisé entre la langue régionale et la langue nationale principale : Espagne après 1980 - Catalogne, Pays basque -, Québec, etc.

La France ne mène officiellement aucune politique linguistique déclarée contre les langues autochtones autres que le français, ni aucune en leur faveur. Ces langues sont appelées langues régionales. L'attitude de l'administration peut être cependant parfois hostile ou à tout le moins sujette à caution. Certaines langues régionales peuvent théoriquement néanmoins être choisies en LV2 (deuxième langue vivante étrangère) dans les établissements publics. On ne connaît cependant aucune section LV2 débutant, comme les langues étrangères, au niveau de la classe de 4e dans les collèges publics.

## Droit et force
L'usage des langues régionales et de leur place face à une langue officielle dominante est un sujet parfois très délicat. La Diglossie ou expression alternative d'un même locuteur dans deux langues est souvent asymétrique entre une langue dominante et une langue dominée. La politique linguistique reflète souvent le rapport de force politique entre le pouvoir central et le pouvoir régional : volonté d'assimilation à la "langue de la République" en France, ou bien, à l'inverse, tendances à une autonomie plus large, comme en Catalogne.

## Types de politique linguistique
On peut distinguer deux grandes formules de traitement politique du plurilinguisme, bien qu'il existe des situations mixtes :
- Les politiques linguistiques basées sur le principe de territorialité, selon lequel l'État est divisé en différentes régions ayant chacune une langue officielle déterminée : c'est le cas par exemple de la Suisse, de la Belgique, de l'Inde. L'utilisation de la langue est donc liée au sol ;
- Les politiques linguistiques basées sur le principe d'individualité, selon lequel l'État reconnaît sur l'ensemble de son territoire plusieurs langues officielles, qui sont toutes utilisées par l’administration, chaque citoyen étant en principe libre de faire usage et d'être pris en charge par les institutions dans la langue de son choix. L'utilisation de la langue est rattachée à la personne dans ce cas (d'où principe d'individualité). Le principe d'individualité est appliqué au Canada.

Enfin, le principe de personnalité collective permet aux individus de parler leur langue dans le domaine public. À nouveau, l'utilisation de la langue est rattachée à la personne et non au sol.
Les différents pays mènent une politique linguistique, qu'elle soit officielle ou implicite.
- Pas de statut officiel des langues minoritaires :
  - Maroc 
  - États-Unis
  - France

Expérimentation de politique linguistique publique
- avec l'Office public de la langue basque : http://www.mintzaira.fr/

- Turquie

- Statut officiel pour les langues minoritaires :
  - Royaume-Uni
  - Russie
  - Moldavie
  - Espagne
  - Maroc

- Bilinguisme ou plurilinguisme :
  - Belgique
  - Biélorussie
  - Cameroun
  - Canada
  - Irlande
  - Pakistan
  - Suisse
  - Maroc
  - Luxembourg

- Politique de renomination d'une ou plusieurs langues :
  - Indonésie
  - Moldavie
  - Monténégro
  - Pakistan
  - ex-URSS

- Politique de reconstruction d'une langue :
  - Israël

De la même manière, les pays (ou organisations) qui se lancent dans la concrétisation d'une politique linguistique voient plusieurs options s'offrir à eux :
- Ils peuvent décider d'aménager le statut de la langue (types de statut possibles: officiel, co-officiel (comme c'est le cas du français, du néerlandais et de l'allemand en Belgique), national ou prioritaire). Définir le statut d'une langue implique également de déterminer dans quels domaines elle sera utilisée (ex. : dans l'enseignement, les médias, les relations commerciales, dans le monde professionnel, etc.).

Ce type d'intervention vise à promouvoir une langue, lui permettre de survivre, voire de renaître. Il permet aussi de faire respecter les droits des minorités linguistiques.
- Il est également possible d'aménager le code. Il faut définir si l'on s'intéresse davantage à la langue générale ou à la langue de spécialité, puis choisir si l'on va s'occuper de l'écrit (création d'un alphabet, réforme orthographique, enrichissement du vocabulaire, etc.) ou de l'oral.

L'aménagement du code a pour objectif de réformer ou standardiser la langue en simplifiant la stylistique, en normalisant et en modernisant la terminologie.

## Politique linguistique internationale

### Les empires avant 1920
Plusieurs politiques ont été observées historiquement.
Plurilinguisme de fait dans la majorité des empires. Ainsi, celui de  de Charles Quint avec les langues espagnole, allemande, néerlandaise, etc.
Imposition de la langue impériale comme seule langue administrative et souvent d'enseignement : Rome antique à l'origine des langues romanes, Amérique latine coloniale, ou à partir de l'enseignement du second degré l'anglais dans l'Inde coloniale.
Répression de ceux qui parlent une autre langue, voire linguicide qui peut aller dans certains cas extrêmes jusqu'au génocide, comme celui des Arméniens dans l'Empire Ottoman en 1915.
Des coalitions militaires se coordonnent dans la langue dominante de l'époque, comme en français à Waterloo par les généraux prussiens, anglais, autrichiens. Le français est la langue diplomatique de référence à partir de la fin du XVIIe siècle.
À la fin du XIXe siècle, les puissances économiques anglophones et germanophones sont très importantes. L'anglais et l'allemand concurrencent le français en tant que langues scientifique et de communication internationale.

### Les organisations internationales

#### LaSociété des Nations
Les langues internationales choisies sont le français et l'anglais, puis l'espagnol.
En septembre 1922, 13 pays incluant environ la moitié de la population mondiale, dont la Chine, les Indes, le Japon et la Perse votent une recommandation pour enseigner la langue internationale auxiliaire Espéranto dans les écoles. Cette résolution est rejetée par la délégation française qui pense ainsi mieux défendre le rôle international du français.

#### L'ONU
On compte six Langues officielles de l'Organisation des Nations unies, pour lesquelles ont aussi été créées en 2010 les Journées des langues aux Nations unies.
En 1945, à la création de l'Organisation des Nations unies (ONU) les langues officielles sont l'anglais, le français, le russe, l'espagnol, le chinois (mandarin). L'arabe est ajouté en décembre 1973. Dans les faits, l'anglais a une place prépondérante.
Les organisations dépendantes de l'ONU: Organisation mondiale de la santé (OMS), Organisation des Nations unies pour l'éducation, la science et la culture (UNESCO), Organisation internationale du travail (OIT), etc. suivent son exemple.

#### L'UNESCO et les langues en danger
L'Organisation des Nations unies pour l'éducation, la science et la culture, a notamment publié un atlas mondial des langues en danger. Il recense en janvier 2020 2 464 langues. Pour chacune de ces langues, l'atlas donne son nom, le degré de menace et le ou les pays où cette langue est parlée.
L'Unesco considère que les langues appartiennent au patrimoine culturel immatériel de l'humanité et œuvre pour la diversité linguistique par des programmes de sauvegarde des langues en danger. L'organisme fournit les chiffres suivants :
- 50 % des langues sont en danger de disparition ;
- une langue disparaît en moyenne toutes les deux semaines ;
- si rien n'est fait, 90 % des langues vont probablement disparaître au cours de ce siècle.

Les linguistes sont préoccupés par ce phénomène, car les langues qui disparaissent sont souvent des langues qui contiennent des phénomènes linguistiques rares, voire uniques, et s'ils n'ont pas été répertoriés, enregistrés, étudiés, ils seront perdus à jamais.
Le degré de menace est mesuré avec l'échelle suivante :
- vulnérable : la plupart des enfants parlent la langue, mais son usage peut être restreint à certains domaines (par exemple à la maison) ;
- en danger : les enfants n'apprennent plus la langue comme langue maternelle ;
- sérieusement en danger : la langue est parlée par les grands-parents et les plus vieilles générations, la génération des parents peut la comprendre mais ils ne la parlent pas à leurs enfants ou entre eux ;
- en situation critique : les plus jeunes locuteurs sont les anciens et les grands-parents et ils ne parlent la langue que partiellement et non régulièrement ;
- éteinte : il ne reste plus aucun locuteur connu de cette langue depuis 1950.

Certains observateurs estiment que la promotion complémentaire de la langue internationale auxiliaire espéranto, estimée du fait notamment de l'absence d'exceptions huit à dix fois plus facile que n'importe quelle autre langue par le secrétaire général adjoint de la Société des Nations, le scientifique japonais Nitobe Inazō, permet à la fois de faciliter l'apprentissage des langues et de conserver plus facilement l'usage de sa langue maternelle en disposant d'une langue internationale neutre parallèlement à d'autres langues.

### L'Union européenne (UE)
L'organisation institutionnelle de l'UE est en partie supranationale (le Parlement européen et ses députés européens élus dans chaque pays) ; la Commission européenne) et en partie intergouvernementale : le Conseil européen réunit les chefs d'État ou de gouvernement, le Conseil de l'Union européenne des ministres des États membres.
Or, chaque État de l'UE a eu le droit de présenter une langue officielle, et les langues officielles de l'Union européenne, de 4 (dans au moins un des 6 États membres) au départ en 1958, sont au fil des élargissements successifs, au nombre de 24 dans l'UE à 27 États membres (en 2020). L'ensemble des langues dans l'Union européenne comprend aussi les langues dites régionales ou minoritaires.
De 1958 à 1973, le français, langue diplomatique et juridique utilisée dans trois États sur six, était la principale langue de référence pour les documents introductifs de la Commission, version initiale de nombreux décrets et lois. Ce rôle va progressivement passer à l'anglais surtout à partir des élargissements de 1995 et 2005, les nouveaux États membres choisissant massivement, parfois contraints pour ceux de 2004, l'anglais comme principale langue procédurale.
On distingue trois langues de travail procédurales, l'anglais, le français et l'allemand.
De plus, pour les traductions simultanées et compte tenu du grand nombre de combinaisons, sont utilisées comme langue pivot ces trois langues (surtout l'anglais, puis le français,l'allemand,), et si besoin l'espagnol, l'italien ou le polonais. Ces six langues incluent ensemble plus des deux tiers des locuteurs natifs et 99 % des apprenants de langues de communication internationale.
Avec le Brexit, certains considèrent que l'anglais, qui est aussi une langue officielle de Malte et de l'Irlande, soit un peu plus de 1% de la population de l'UE, deviendrait une langue « neutre ». D'autres estiment que l'anglais est la langue nationale de la superpuissance hégémonique concurrente de l'UE, et qu'il faut utiliser davantage les langues les plus parlées dans la nouvelle UE, particulièrement les deux autres langues procédurales, le français et l'allemand, ainsi que si les gouvernements le désirent d'autres langues largement parlées comme l'italien, l'espagnol, le polonais qui pourraient jouer un rôle plus actif.
Enfin d'autres, actuellement minoritaires, estiment que, au côté des langues procédurales, quand certains documents ne peuvent être traduits dans toutes les langues de l'UE, la langue internationale auxiliaire parlée espéranto, neutre, facile et précise, pourrait être introduite comme langue pivot ou relais auxiliaire ce qui améliorerait l'équité et l'efficacité en interne, et éviterait de donner un avantage économique trop important à de grandes puissances concurrentes de l'UE se traduisant parfois par des pertes d'emplois dans cette dernière. Elle pourrait aussi être introduite comme langue commune relativement facile dans l'enseignement, tremplin efficace pour l'étude des autres langues selon le Rapport Grin.

### Discrimination linguistique et sociale
Les minorités linguistiques régionales et les immigrés internationaux (3 à 4 % de la population mondiale), dans le cas d'une immigration de travail, sont souvent discriminés linguistiquement et socialement du fait aussi de leur connaissance insuffisante de la langue dominante du pays ou de la région. La scolarisation et des programmes d'apprentissage peuvent limiter ce type de discrimination.
Cette discrimination peut être aussi le cas pour la principale langue de communication internationale inégalement maîtrisée par les natifs (5 % de la population mondiale) et l'énorme majorité des autres qui le plus souvent ne la parlent pas du tout ou alors une forme très appauvrie appelée Globish ou Basic English. Claude Piron, ancien traducteur d'anglais, espagnol, chinois à l'OMS estime qu'une bonne maîtrise de l'anglais nécessite en moyenne 10 000 heures de travail soutenu, l'équivalent de cinq années de travail.